# Moggaster Höhle
Die Moggaster Höhle ist eine natürliche Karsthöhle bei Moggast, einem Gemeindeteil von Ebermannstadt im oberfränkischen Landkreis Forchheim in Bayern.

## Lage
Die Höhle befindet sich etwa 600 Meter nördlich von Moggast am Südhang des 544 Meter hohen Hohlbergs.

## Beschreibung
Die Moggaster Höhle ist eine natürliche Karsthöhle mit einer Gesamtlänge von über 2000 Metern und einer Tiefe von rund 70 Metern. Sie zählt damit zu den längsten und bedeutungsvollsten Höhlen in der Fränkischen Alb. Die Höhle ist als Naturdenkmal (ND-03927), als Bodendenkmal D-4-6233-0051 und im Höhlenkataster Fränkische Alb (HFA) mit der Katasternummer D 110 ausgewiesen.
Unmittelbar nach dem Eingang fällt die Höhle steil ab. Steilabfälle sowie Versturzzonen erschweren die Befahrung. Die kombinierte Spalt- und Etagenhöhle besitzt Wasserbecken und Tropfsteingalerien. Die vom Sinter überzogenen Gesteinstrümmer zeigen, dass die Tropfsteinbildung wahrscheinlich nach dem Würmglazial begonnen hat. Die unteren und neuentdeckten Teile sind eine unberührte, mit vielen Formationen versehene Höhlenwelt.
Die Höhle ist auch für Zoologen interessant und beherbergt neben vielen Mikrotieren auch den gletscherflohartigen Springschwanz.

## Geschichte
Die Höhle war schon länger bekannt, was Funde aus der Urnenfelder-, Hallstatt- und Latènezeit belegen. 1773 erkundete der Mediziner und Höhlenforscher Johann Christian Rosenmüller mit einigen Begleitern die Höhle. Darunter war auch der damalige Schullehrer von „Mockas“ (Moggast). Dabei entdeckten sie zwischen Versturzblöcken, seitlichen Nischen und im Höhlenlehm zahlreiche Höhlenbärenknochen, Schädelreste und Zähne. 1796 dokumentierte Rosenmüller im Aufsatz Beschreibung der Höhle bei Mockas diese Funde.
Adalbert Neischl bezeichnete die Höhle 1902 als „die wildeste und gefährlichste, aber auch als eine der interessantesten Höhlen um Muggendorf“.

## Zugang

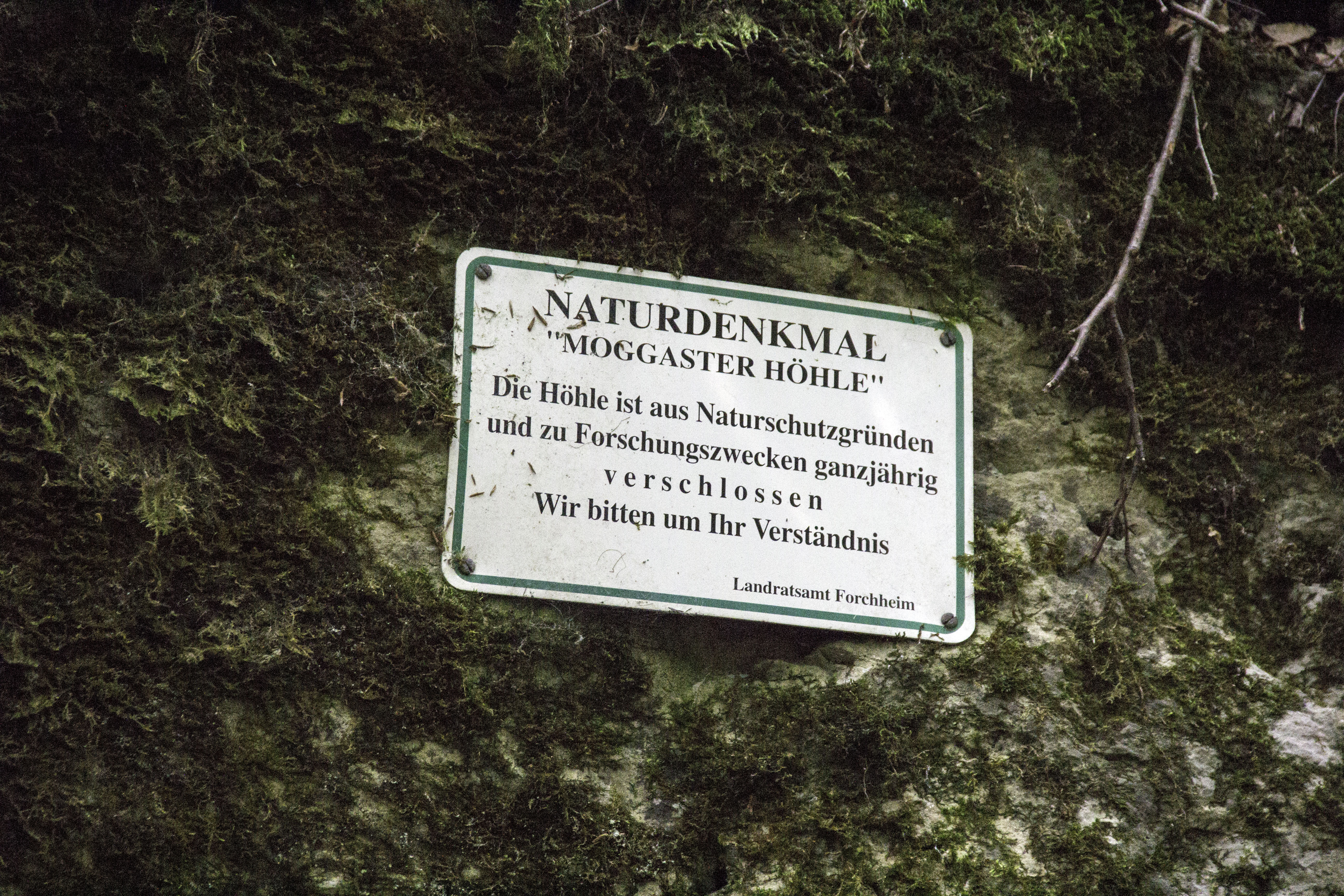
Schild

Eine Befahrung ist nur mit Ausrüstung und entsprechender Erfahrung möglich.
Die Höhle ist ganzjährig versperrt und nur zu wissenschaftlichen Forschungszwecken zugänglich. Das Verbot wird allerdings immer wieder missachtet.